# Zaloka
Zaloka este o localitate din comuna Šentrupert, Slovenia, cu o populație de 45 de locuitori.